# Bungar modravý
Bungar modravý (Bungarus caeruleus) je had z čeledi korálovcovití, který žije v jižní Asii. Patří mezi tzv. velkou čtyřku nejnebezpečnějších indických hadů, hrozbou pro lidi je především díky své nevyzpytatelné noční aktivitě. Had má tmavé, hnědo-černo-modré zbarvení, které je doplněno několika desítkami tenkých bílých proužků. Dorůstá průměrně délky okolo 1 metru. Živí se především jinými hady, dále také malými savci, obojživelníky a ještěrkami.
Mezinárodní svaz ochrany přírody status bungara modravého nevyhodnocuje.

## Popis
Průměrná délka dospělých jedinců je okolo 1 m, ale mohou dorůst až do 1,75 m. Samci bývají delší. Hlava je plochá a krk téměř nezřetelný. Chvost je krátký a zaoblený. Průřez tělem je výrazně trojúhelníkovitý. Oči jsou spíše malé se zaoblenými zorničkami. Pokrytí hlavy šupinami je klasické, tepločivné jamky (loreály) chybějí. Šupiny jsou velmi lesklé, uspořádané v 15–17 řadách; šupiny na páteři jsou zřetelně větší a šestihranné.
Zbarvení je obecně hnědo černé nebo modravě černé, s asi 40 tenkými bílými příčnými proužky, které mohou být nezřetelné nebo místy chybějící (především v přední části těla). Vzorec je však úplný a dobře definovaný u mladých jedinců. U starých jedinců se proužky mohou jevit jako série spojených skvrn. Může být přítomna bílá předoční skvrna; horní rty a břicho jsou bílé.

## Výskyt

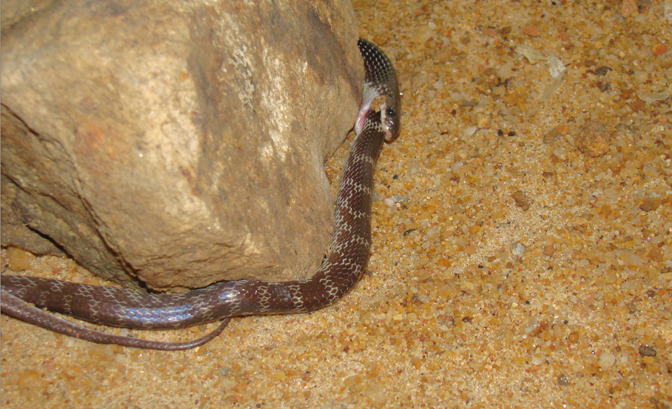
Bungar požírající užovku druhu Lycodon aulicus.

Vyskytuje se ve státech jižní Asie. Byl zjištěn v Afghánistánu, Pákistánu, Indii (státy Tamilnádu, Madhjapradéš, Gudžarát, Maháráštra, Kérala, Karnátaka, Paňdžáb), Srí Lance, Bangladéši a Nepálu. Zřejmě žije i v Bhútánu.
Jeho oblíbeným habitatem jsou travnaté oblasti, zemědělská půda, křovinná džungle. Zdržuje se často v termitištích, norách po hlodavcích, odpadních skládkách a v blízkosti lidských obydlí, mnohdy na střechách. Preferuje nížinné oblasti, nejvyšší nadmořská výška, kde byl had zjištěn, je 1600 metrů.

## Biologie
V chování bungarů modravých se projevuje velký rozdíl mezi denní a noční aktivitou. Během dne působí hadi nemotorně a krotce. Často se schovávají v dírách, volné hlíně a pod opadem, mnohdy stočení do klubíčka. Zahlédnout je lze spíše zřídka. V noci jsou naopak velmi aktivní, při vyrušení často syčí a nezřídka se pokoušejí uštknout případného obtěžovatele. Když už uštknou, snaží se kousanec chvíli držet, aby vstříkli co nejvíce jedu. Jako obrannou pózu se stáčejí do klubíčka a schovávají hlavu.
Hlavní kořistí pro bungary modravé jsou jiní hadi. Jedná se především o slepáky (rod Typhlops), jiné bungary, malé kobry, užovky (např. rod Lycodon) a některé další hady. Dále se živí malými savci (myšmi, krysami), ještěrkami, žábami a mladí jedinci často i členovci.

### Rozmnožování

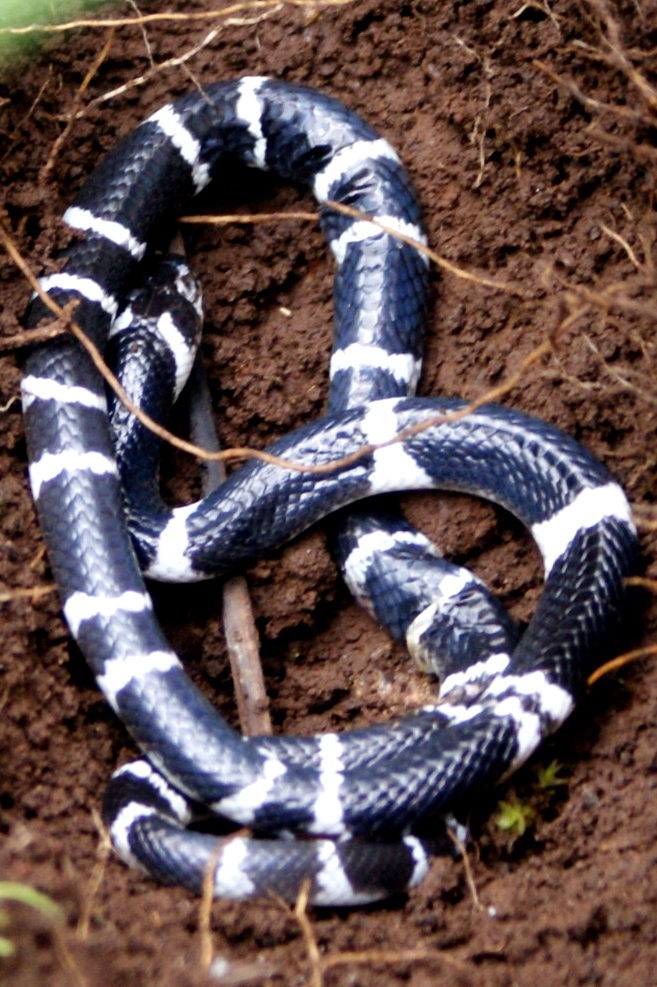
Dobře viditelný modravý nádech bungara modravého

Období rozmnožování začíná v létě. Samci mezi sebou mnohdy bojují. Bungaři jsou vejcorodí hadi. Samice klade obvykle 8 až 12 vajec do děr, listoví či hromádek půdy. Samice u snůšky většinou zůstává. Po asi 60 dnech se z vajec líhnou mláďata, která jsou 25 až 27 centimetrů dlouhá a zbarvením jsou velmi podobná dospělcům. Předpokládá se, že bungaři se dožívají až 20 let.

## Jed
Jed bungara se skládá převážně ze silných neurotoxinů, které vyvolávají svalovou paralýzu. Obsahuje především presynaptické a postsynaptické neurotoxiny, které ovlivňují nervové zakončení v mozku.
U myší má intravenózně aplikovaná dávka hodnotu LD50 0,169 mg/kg, což ho řadí na přední místa mezi jedovatými hady, zhruba na úroveň některých australských pakober. Průměrné množství jedu, jež had vypouští do rány, je 10 mg (sušina).

### Útoky na lidi
Bungaři se řadí do tzv. velké čtyřky indických hadů, jež jsou zodpovědní za nejvíce smrtelných útoků na lidi. Spolu s nimi do ní patří zmije řetízková, zmije paví a kobra indická. Bungaři jsou noční živočichové, tudíž se zřídka setkávají s lidmi během denního světla; incidenty se vyskytují hlavně v noci. Nebezpečí hrozí především v období dešťů, kdy hadi vylézají ze svých úkrytů a nacházejí útočiště uvnitř suchých domů. Kousnutí obvykle způsobuje jen malou nebo žádnou bolest, což může oběti poskytnout dočasné falešné uklidnění. Uštknutí lidé si posléze stěžují na silné křeče břicha. Další příznaky zahrnují tuhnutí obličejových svalů, nevolnost, zvracení, neschopnost mluvit, zhoršení zraku aj. Následuje progresivní paralýza organismu. Klinická toxikologická studie udává mortalitu 70–80 %, jestliže nedojde k podání antiséra (což je například Polyvalent Anti Snake Venom Serum SAsCRI01). Pokud dojde k úmrtí, je to nejčastěji čtyři až osm hodin po pokousání. Příčinou smrti je celkové respirační selhání, tj. udušení. Je-li člověk uštknut ve spánku, často si ani neuvědomí, že byl pokousán, myslí si, že viníkem byl mravenec nebo komár. Oběť může zemřít, aniž by se probudila. Bungaří kousnutí vyvolává jen minimální množství lokálního zánětu/otoku. To může pomoci při identifikaci druhu, pokud had nebyl spatřen.